# BGL (誘導爆弾)

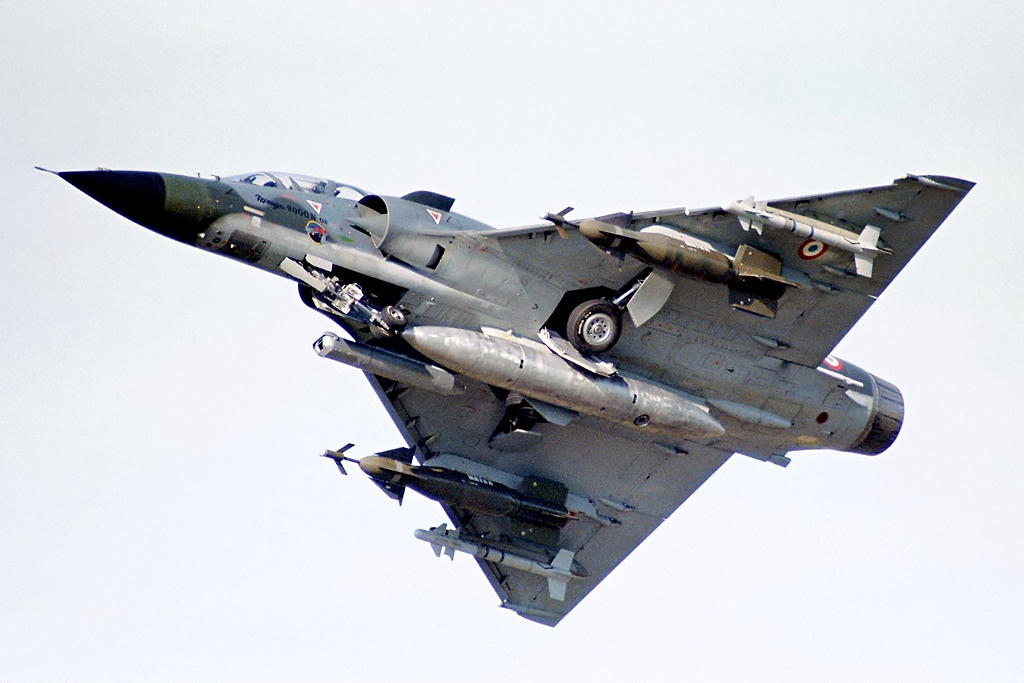
左右主翼内舷ハードポイントにBGLを装備したミラージュ2000N。

BGL（フランス語: Bombe Guidée Laser）とは、フランスのマトラ社（現：MBDA）が開発したレーザー誘導爆弾である。

## 概要
ベトナム戦争におけるペイブウェイの活躍に注目したフランスのマトラは、1978年から独自のレーザー誘導爆弾の開発に着手した
。
BGLはペイブウェイと同様に、既存のフランス製の無誘導爆弾（250kg、400kg、1,000kg）の前部にカナード翼を備えた誘導・操舵モジュール、後部に折り畳み翼を備えたモジュールをそれぞれ取り付ける方式で開発された
尚、BGLの誘導用シーカーであるEBLISは、トムソン-CSF（現：タレス・グループ）が同じくセミアクティブ・レーザーホーミング誘導方式の空対地ミサイルであるAS.30L用に開発したシーカーの派生型であり、誘導に必要な照準ポッドについても同じくトムソン-CSFがAS.30Lの誘導用に開発したATLIS IIを使用する。
。
但しペイブウェイに比べると信頼性などが劣ったためフランスでは1999年に退役し、フランス空軍ではAASMが配備されるまでの繋ぎとしてアメリカ製のペイブウェイを導入した。

## 派生型
- BGL-250（ポーランド語版）
- BGL-400（ポーランド語版）
- BGL-1000（ポーランド語版）
- BGL-1000アルコレ（ポーランド語版）

## 実戦運用
BGLはSEPECAT ジャギュアかミラージュF1、ミラージュ2000、あるいは海軍航空隊のシュペルエタンダールに装備される。
フランス軍では1991年の湾岸戦争（ダゲ作戦）やユーゴスラビア紛争への介入などで使用された。
この他輸出もされており、イラク空軍がイラン・イラク戦争で、インド空軍がカルギル戦争でそれぞれ使用した。